# Park (englischer Familienname)
Park ist ein englischer Familienname.

## Namensträger
- Alexandra Park (* 1989), australische Schauspielerin
- Ashley Park (Schauspielerin) (* 1991), US-amerikanische Schauspielerin und Drehbuchautorin
- Barbara Park (1947–2013), US-amerikanische Schriftstellerin
- Blasio Park (* 1970), koreanischer Geistlicher
- Brad Park (* 1948), kanadischer Eishockeyspieler
- Callum Park (* 2004), Fußballspieler der Turks- und Caicosinseln
- Cameron Park (Fußballspieler) (* 1992), britischer Fußballspieler
- Cathy Park Hong (* 1976), US-amerikanische Schriftstellerin
- Christopher Park (* 1987), deutscher Pianist
- Daphne Park, Baroness Park of Monmouth (1921–2010), britische Politikerin
- David Park (Maler) (1911–1960), US-amerikanischer Maler
- David Park (Informatiker) (1935–1990), britischer Informatiker
- David Park (Kunsthistoriker) (* 1952), britischer Kunsthistoriker
- David Park (Autor) (* 1953), nordirischer Schriftsteller
- David Park (Golfspieler) (* 1974), walisischer Golfspieler
- David Park (Musikproduzent) (* 1983), koreanisch-amerikanischer Musikproduzent
- Eeva Park (* 1950), estnische Schriftstellerin
- Frank Park (1864–1925), US-amerikanischer Politiker
- Grace Park (* 1974), kanadische Schauspielerin
- Grace Park (Golfspielerin) (* 1974), südkoreanische Golfspielerin
- Guy Brasfield Park (1872–1946), US-amerikanischer Politiker
- Hettienne Park (* 1983), US-amerikanische Schauspielerin
- Jae Suh Park (* 1984), US-amerikanische Schauspielerin
- Jai-Wun Park (* 1954), deutscher Kardiologe
- Jess Park (* 2001), englische Fußballspielerin
- Joanna Park, australische Kostümbildnerin
- John Park (Leichtathlet) (1915–1942), australischer Hürdenläufer
- John Park (Politiker) (* 1973), schottischer Politiker
- John Anthony Park (1878–1962), britischer Maler
- Jonathan Park (* 1942), britischer Designkünstler
- Josephine Park (* 1987), dänische Schauspielerin
- Judith Park (* 1984), deutsche Mangaka
- Karin Park (* 1978), schwedische Singer-Songwriterin
- Katharine Park (* 1950), US-amerikanische Wissenschaftshistorikerin
- Keith Park (1892–1975), britischer Luftmarschall
- Lar Park-Lincoln (1961–2025), US-amerikanische Schauspielerin
- Lawrence Park (Kunsthistoriker) (1873–1924), US-amerikanischer Architekt und Kunsthistoriker
- Marion Edwards Park (1875–1960), US-amerikanische Althistorikerin
- Marisa Park (* 1991), philippinische Fußballspielerin
- Marvin Park (* 2000), spanisch-nigerianischer Fußballspieler
- Maud Wood Park (1871–1955), US-amerikanische Frauenrechtlerin
- Megan Park (* 1986), US-amerikanische Schauspielerin
- Michael Park (Rallyebeifahrer) (1966–2005), britischer Rallye-Copilot
- Michael Park (Schauspieler) (* 1968), US-amerikanischer Schauspieler
- Michael H. Park (* 1976), US-amerikanischer Bundesrichter
- Mungo Park (1771–1806), britischer Afrikaforscher
- Mungo Park (Golfspieler) (1836–1904), schottischer Golfspieler
- Nick Park (* 1958), britischer Trickfilmer
- Nira Park (* 1967), britische Film- und Fernsehproduzentin
- Orlando Park (1901–1969), US-amerikanischer Entomologe und Ökologe
- Patric Park (1811–1855), schottischer Bildhauer
- Paul Park (* 1954), US-amerikanischer Schriftsteller
- Randall Park (* 1974), US-amerikanischer Schauspieler
- Ray Park (* 1974), schottischer Stuntman
- Reg Park (1928–2007), britischer Bodybuilder und Schauspieler
- Remo Park (1955–2016), deutscher Musiker
- Reon Park (* 1971), neuseeländischer Radrennfahrer
- Robert Ezra Park (1864–1944), US-amerikanischer Soziologe
- Robert H. Park (1902–1994), US-amerikanischer Elektrotechniker
- Ruth Park (1917–2010), neuseeländisch-australische Autorin
- Sam Park (* 1985), US-amerikanischer Politiker
- Simon Park (* 1946), britischer Komponist und Orchesterleiter
- Skylar Park (* 1999), kanadische Taekwondoin
- Stephanie Sarreal Park, US-amerikanische Schauspielerin
- Steve Park (Rennfahrer) (* 1967), US-amerikanischer Rennfahrer
- Steve Park (Schauspieler), US-amerikanischer Schauspieler und Komiker
- Susan Park (* 1984), US-amerikanische Schauspielerin
- Tayyiba Haneef-Park (* 1979), US-amerikanische Volleyballspielerin
- Thomas Park (1908–1992), US-amerikanischer Ökologe
- William Hallock Park (1863–1939), US-amerikanischer Bakteriologe
- Willie Park Sr. (1833–1903), schottischer Golfsportler
- Willie Park Jr. (1864–1925), schottischer Berufsgolfer und Golfarchitekt
- Živka Park (* 1985), französische Politikerin